# Рудник Ваш-хі-Маджаза
Рудник Ваш-хі-Маджаза (Wash-hi Majaza) — рудне підприємство, яке діє на півночі Оману (дещо більш ніж за сотню кілометрів на південний захід від Маската).
Проєкт розробки мідного родовища Ваш-хі-Маджаза передбачає спорудження кар'єру із плановим терміном існування в 10 років. Видобута руда проходитиме підготовку на власній збагачувальній фабриці рудника, яка має проєктну річну потужність на рівні 1 млн тонн та повинна в середньому продукувати 35 тисяч тонн концентрату. Останній може спрямовуватись на експорт або на внутрішній ринок (можливо відзначити, що в Омані наявний мідеплавильний завод у Ласайлі).
Всього за допомогою рудника з Ваш-хі-Маджаза очікують отримати 79 тисяч тонн міді (та 0,7 тонни золота як супутній продукт). Також його інфраструктуру збираються задіяти для розробки розташованих неподалік родовищ Даріс та Автад.
Станом на січень 2023 року розкривні роботи в кар'єрі велись на глибині у 25 метрів, при цьому вже вдалось досягнути верхнього покладу окиснених руд. Станом на серпень того ж року ступінь виконання загальнобудівельних робіт на збагачувальній фабриці оцінювалась у 88 %.
Проєкт реалізують через компанію Al Hadeetha Resources, власниками якої є австралійська Alara Resources (51 %) та місцеві Al Hadeetha Investments (30 %) і Al Tasnim Infrastructure (19 %).